# Tortella smithii
Tortella smithii là một loài rêu trong họ Pottiaceae. Loài này được C.C. Towns. mô tả khoa học đầu tiên năm 1969.